# Montlaur (Aude)
Montlaur korábbi község Franciaországban, Aude megyében. Lakosainak száma 561 fő (2018. január 1.). Montlaur Arquettes-en-Val, Capendu, Comigne, Douzens, Lagrasse, Pradelles-en-Val és Serviès-en-Val községekkel határos.
2019. január 1-jén Pradelles-en-Val korábbi községgel egyesült és az így létrejött Val-de-Dagne új község része lett.

## Népesség
A település népessége az elmúlt években az alábbi módon változott:
| Lakosok száma | 713  | 572  | 534  | 522  | 529  | 523  | 516  | 553  | 560  | 561  |
|               | 1968 | 1975 | 1982 | 1999 | 2006 | 2011 | 2013 | 2016 | 2017 | 2018 |